# 인민당 (포르투갈)
CDS-인민당은 포르투갈의 보수주의 정당이다. 현재 포르투갈 공화국의회에 18석으로 원내 4당이다.

## 역사
이 당은 1974년에 창당되었으며, 1976년 총선에서 42석을 얻으며 사회민주당 (포르투갈)과 연립 정부를 구성하였다. 또한 1979년과 1980년 총선에서는 사민당, 국민왕정당이 소속되어 있는 민주동맹이라는 선거연합을 맺어 다수 정부를 구성하였던 적도 있었다. 그러나 1987년 총선에서 의석이 18석이나 감소하여 총 의석 4석의 군소정당으로 주저 앉았다. 이후 인민당은 2002년까지 연립 정부에 참여하지 못했다가 2002년 총선에서 14석을 얻어 사민당과 연립정부를 구성하였다. 2011년 총선에서는 24석을 얻어, 1983년 이후 최대 의석을 얻기도 하였다. 그러나 사민당-인민당 연립정부의 긴축정책에 반발한 포르투갈 국민들이 사회당, 좌파연합, 포르투갈 공산당 등의 좌익 정당들을 지지하며 위기를 맞았다. 이에 2015년 총선에서 인민당과 사민당은 정권을 지키기 위해 '포르투갈 전진당'이라는 선거 연합을 맺었고, 이 선거연합은 25석을 잃긴 하였으나 107석으로 1당 지위를 유지하는데에는 성공하였다. 하지만 서로 성향이 달라 좌익 정당들이 연정에 실패할 것이라고 예상했던 사민당-인민당 수뇌부들의 예상과는 달리, 사회당, 좌파연합, 포르투갈 공산당은 연립정부를 구성하였고 사민당과 인민당은 실각하였다. 결국 전진당은 설립된지 1년도 지나지 않아 소멸되었으나, 현재 인민당은 18석의 의석으로 원내 4당 지위를 가까스로 지키고있다.